# نويت (الرجم)

تعديل مصدري - تعديل

نويت هي إحدى قرى عزلة بني الجلبي بمديرية الرجم التابعة لمحافظة المحويت، بلغ تعداد سكانها 113 نسمة حسب تعداد اليمن لعام 2004.